# Rhabdotis mohamedi
Rhabdotis mohamedi är en skalbaggsart som beskrevs av Di Gennaro 2010. Rhabdotis mohamedi ingår i släktet Rhabdotis och familjen Cetoniidae. Inga underarter finns listade i Catalogue of Life.